# Anne-Aymone Giscard d'Estaing
Pour les autres membres de la famille, voir Famille Giscard d'Estaing.
Pour les articles homonymes, voir Brantes (homonymie) et Aymone.
Pour l’article ayant un titre homophone, voir Anémone (homonymie).
Anne-Aymone Giscard d'Estaing, née Sauvage de Brantes le 10 avril 1933 dans le 8e arrondissement de Paris, est l'épouse de Valéry Giscard d'Estaing, président de la République française de 1974 à 1981.

## Biographie

### Origines familiales
Anne-Aymone Marie Josèphe Christiane Sauvage de Brantes est née dans une famille d'ancienne bourgeoisie française originaire de l'Orléanais. Elle est la fille de François Sauvage de Brantes, lieutenant-colonel de cavalerie, officier de la Légion d'honneur, résistant membre de l'ORA,, mort au camp de concentration de Melk-Mauthausen (Autriche) en 1944, et d'Aymone née « princesse » de Faucigny-Lucinge.
Elle est le troisième enfant de sa famille et a pour frères et sœurs Rosamée Sauvage de Brantes-Henrion (1931-2021), Paul (1932-2007), Marguerite (1935-2011), abbesse de Saint-Jean-Baptiste-de-Keur-Guilaye au Sénégal, et Guy (né en 1937), maire des Hermites (Indre-et-Loire) de 2008 à 2020 et père d'Emmanuel de Brantes.
Son père, François de Brantes, qui portait le titre de courtoisie de comte romain, était le fils du général Paul de Brantes, 1er marquis romain de Brantes, lui-même fils de Roger Sauvage (devenu en 1863 Roger Sauvage de Brantes), auditeur au Conseil d'État, et petit-fils de Denis Sauvage, marchand drapier puis banquier, et de Louise Mosselman. C'est au cours de ses fiançailles avec Louise Lacuée de Cessac (petite-fille du général Jean-Girard Lacuée, comte de Cessac, ministre de la Guerre de Napoléon Ier) que Roger Sauvage (l'arrière-grand-père d'Anne-Aymone) demanda, le 27 avril 1863, et obtint, par un décret daté du 6 août 1863, d'adjoindre à son patronyme le nom « de Brantes », éteint en 1848 avec la mort de la grand-mère paternelle de sa future épouse Louise-Augustine du Blanc de Brantes (et héritière du château de Brantes, à Sorgues dans le Vaucluse). Leur descendance accéda à la noblesse pontificale par un bref papal du 19 mai 1898, par lequel Léon XIII accorda à leur fils Paul de Brantes (grand-père d'Anne-Aymone) son titre de marquis romain de Brantes. La mère de François de Brantes, née Marguerite Schneider, était la fille de l'homme politique et industriel Henri Schneider.
Par sa mère, membre de la maison de Faucigny, Anne-Aymone Giscard d'Estaing descend de Charlotte de Bourbon (1808-1886), fille naturalisée française et considérée comme légitime (en 1820) d'Amy Brown (1783-1876), elle-même fille d'un pasteur anglican, et du prince français Charles-Ferdinand d'Artois duc de Berry (1778-1820), second fils du roi Charles X. C'est en raison de son alliance avec Charlotte de Bourbon que Ferdinand de Faucigny-Lucinge (1789-1866), trisaïeul d'Anne-Aymone Giscard d'Estaing, se vit reconnaître la qualité de cousin du roi et fut autorisé, par un brevet en date du 13 mars 1828, à porter en France, à titre viager, le titre étranger de prince — que ses descendants continuent de porter comme titre de courtoisie. De ce côté, l'ancienne « Première dame » de France est notamment apparentée aux planteurs cubains Terry (par sa grand-mère maternelle, née Natividad Terry y Dorticos, cousine germaine du décorateur et architecte Emilio Terry) ; elle est aussi la nièce du journaliste et écrivain Alfred Fabre-Luce (époux de Charlotte de Faucigny-Lucinge, tante et marraine d'Anne-Aymone), par l'intermédiaire duquel elle rencontra Valéry Giscard d'Estaing ; sa famille est encore alliée aux Coligny, aux Sesmaisons et aux Kergorlay.

### Enfance et études
Anne-Aymone de Brantes passe son enfance au gré des affectations de son père, qui est tour à tour attaché militaire à Londres (dans le quartier de Belgravia) puis Lisbonne. Elle parle, outre l'espagnol, les langues portugaise et anglaise. Son père meurt en 1944 au camp de concentration de Melk-Mauthausen (Autriche). Elle passe son adolescence à Authon, dans le Loir-et-Cher.
Elle est scolarisée à l'école Notre-Dame-des-Oiseaux de Paris, rue de Ponthieu dans le VIIIe arrondissement où elle y étudie les « humanités féminines » (c'est-à-dire la cuisine, la couture et l'histoire de l'art). Elle commence ensuite des études à l'École du Louvre.

### Mariage avec Valéry Giscard d’Estaing
Elle épouse Valéry Giscard d'Estaing, tout juste sorti de l'ENA, civilement le 17 décembre 1952 à la mairie du 8e arrondissement de Paris, et religieusement le 23 dans la chapelle du château du Fresne, à Authon, dans le Loir-et-Cher. C'est May Giscard d'Estaing, la mère de Valéry, qui s'était chargée de lui trouver cet excellent parti qu'est Anne-Aymone : à leur rencontre, elle a dix-huit ans et lui vingt-six. Leur lune de miel se passe en Grèce. Le couple habite 11 rue Benouville à Paris dans le 16e arrondissement.
Valéry et Anne-Aymone Giscard d'Estaing ont quatre enfants :
- Valérie-Anne, née le 1er novembre 1953 ;
- Henri, né le 17 octobre 1956 ;
- Louis, né le 20 octobre 1958 ;
- Jacinte, née le 3 mai 1960 et morte le 16 janvier 2018.

Son époux meurt le 2 décembre 2020, à 94 ans, au château d'Authon (Loir-et-Cher), propriété des Brantes.

### Épouse du président de la République française

#### Campagne présidentielle de 1974
Anne-Aymone Giscard d'Estaing ne s'intéresse pas vraiment à la politique. Mais son époux, fasciné par le style de l'ancien président des États-Unis John F. Kennedy, décide de suivre ce modèle de communication politique. Ainsi, il met son épouse en avant sur la une des magazines et des affiches électorales. Pourtant, très timide, l'épouse du candidat préfère se consacrer à son foyer, mais s'y résigne, voyant que cela pourrait l'aider à devenir président de la République. Son adversaire Jacques Chaban-Delmas fait de même en mettant en scène son épouse Micheline.
Elle s'engage en 1969 comme animatrice d'un club d'investissement féminin et est très active dans la campagne présidentielle de son mari en 1974 (elle participe notamment à des meetings dans les Antilles françaises).

#### À l'Élysée

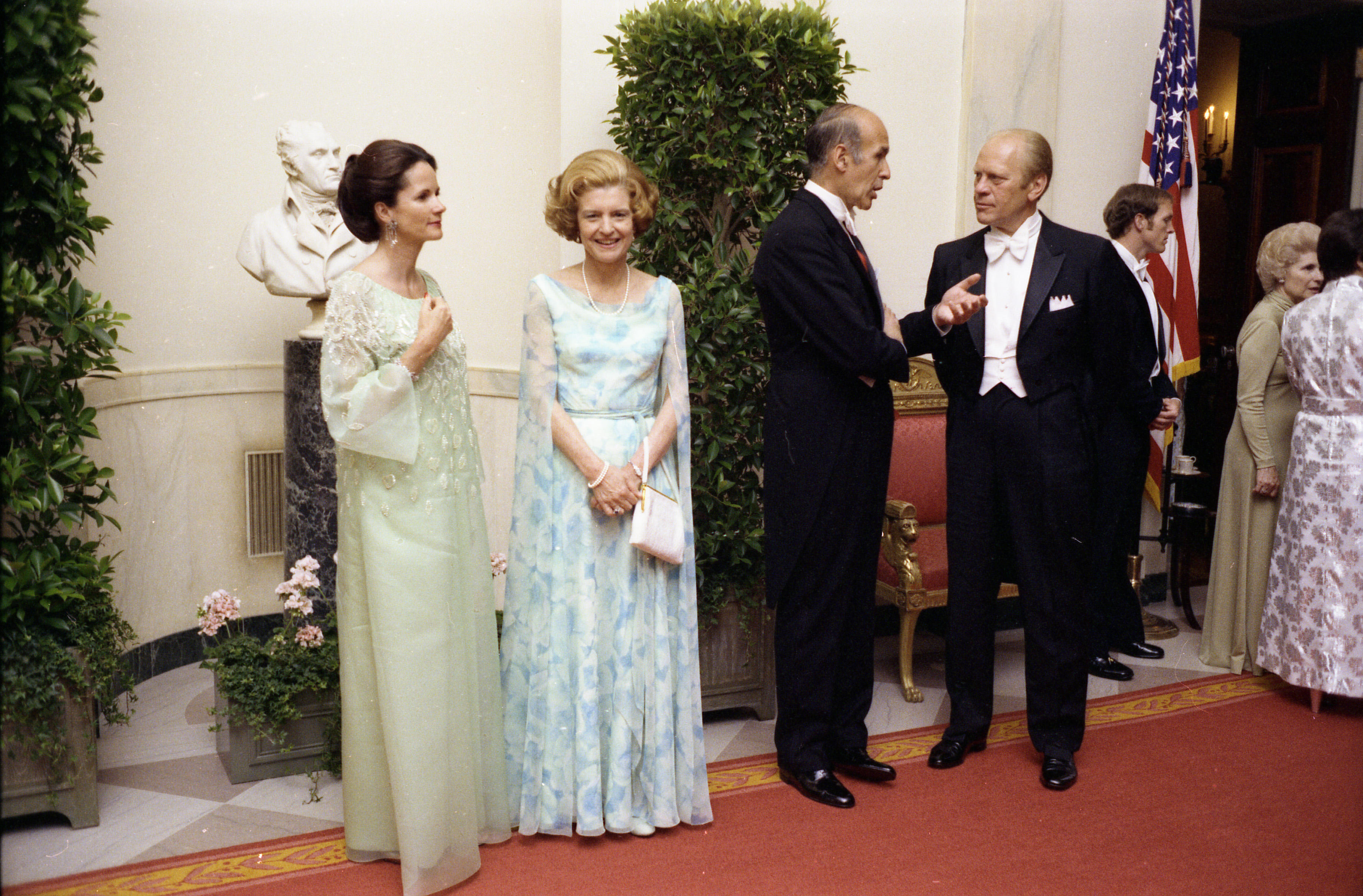
Le couple Giscard d'Estaing avec Gerald et Betty Ford, le 17 mai 1976.

Anne-Aymone Giscard d'Estaing au côté du président Jimmy Carter, le 5 janvier 1978.

La nouvelle « Première dame » de France est mise sur le devant de la scène par le président Valéry Giscard d'Estaing. Sans l'avoir apparemment souhaité, elle est la première à se voir confier un véritable rôle public. C'est le début de la communication politique élyséenne. Elle déclare au moment de la victoire de son mari : « Ce soir, comme ma sœur Marguerite, j'entre dans les ordres ». Elle est habillée par le couturier Jean-Louis Scherrer.
Plus particulièrement chargée de questions sociales, elle dispose d'un bureau situé au rez-de-chaussée du palais de l'Élysée, dans une ancienne salle de bains de style Empire. Discrète, élégante et timide, elle est notamment surnommée « madame DQ » (ou « Dignité-Qualité ») par Le Canard enchaîné. En effet, son époux avait déclaré publiquement : « Quand je parle de dignité et de qualité, c'est à vous, madame, que je pense ».
Elle représente notamment le président lors de certaines manifestations, comme en Andorre au début du septennat, lors des fêtes de Jeanne d'Arc à Orléans en 1975, ou pour le centenaire de l'IFAO, au Caire, en décembre 1980, et est la première conjointe d'un chef d'État français à venir présenter ses vœux aux Français à la télévision, le 31 décembre 1975 et à recevoir ceux du corps diplomatique et des corps constitués aux côtés de son époux en janvier 1981. La cérémonie des vœux est certes novatrice et dépoussière beaucoup cette tradition conventionnelle, mais Anne-Aymone Giscard d'Estaing laisse transparaître un trac évident, comme lors du discours qu'elle prononce à un colloque animé par Edgar Faure. Elle prend l'initiative, lors d'un voyage diplomatique en Espagne, de traduire pour l'assemblée présente le discours que venait de faire son mari, au grand étonnement du couple royal espagnol, Juan Carlos Ier et la reine Sophie. Elle et ses enfants accompagnent presque toujours le chef de l'État dans ses déplacements à l'étranger. Elle apprécie pourtant peu ces voyages mais reconnaît néanmoins : « C'était toujours une épreuve mais cela faisait partie du devoir de présence de la France. Notre pays entretient des relations diplomatiques avec cent cinquante-trois États dans le monde. Si l'on considère qu'il est souhaitable de les visiter chacun une fois tous les dix ans, on ne peut faire moins de quinze voyages par an. Sans compter qu'un président français doit visiter tous les pays africains une fois durant son septennat ». Elle participe à la cérémonie d'avènement du nouveau pape Jean-Paul Ier au nom du président de la République.
Mal à l'aise avec ce rôle de composition, qui lui donne une image d'épouse et de mère bourgeoise modèle toutefois investie dans le domaine social, Anne-Aymone Giscard d'Estaing assume le rôle de « Première dame » sans résider à l'Élysée pour autant. Elle trouve, comme son mari, que le palais présidentiel n'est pas une bâtisse d'habitation : elle ne s'y rend que pour les réceptions officielles et pour travailler dans le bureau qui lui est affecté. Contrairement à la précédente « Première dame », Claude Pompidou, elle n'est pas amatrice d'art contemporain. Cependant, les choix d'aménagement qu'elle fait avec son mari sont éclectiques et cultivés, et comprennent autant des Vigée-Le Brun que des Picasso. Elle fait installer des orangers en pot dans la cour d'honneur, qui subsistent après la fin du mandat de Valéry Giscard d'Estaing.
Elle organise parfois des déjeuners avec les femmes membres du gouvernement, telles que la ministre de la Santé Simone Veil, la ministre aux Universités Alice Saunier-Seïté ou encore les secrétaires d'État Françoise Giroud, Monique Pelletier et Christiane Scrivener. Elle déclare à propos des célèbres déjeuners que son mari organise chez des Français lambda : « C'était très sympathique. Au départ, les gens étaient toujours un peu pétrifiés, puis la famille se dégelait. Nous sommes d'ailleurs restés en relation avec un certain nombre de personnes ».
Une journée type la fait arriver au palais aux alentours de 10 heures. Sa collaboratrice, Odette Deloche de Noyelle, lui explique alors son emploi du temps, elle répond aux nombreux courriers puis reçoit les responsables d'associations sociales ou culturelles. Elle déjeune dans son appartement, avec ses enfants dont certains sont encore scolarisés. Elle emploie son après-midi aux visites et aux inaugurations d'établissements scolaires, sociaux et culturels.
Elle participe à la campagne de son mari pour l'élection présidentielle de 1981 mais accueille la fin du septennat avec un certain soulagement, le protocole lui étant devenu très lourd. Elle déclare, après la défaite de son époux : « Le poids des obligations officielles, c'est vraiment quelque chose de lourd. Certaines activités ne sont pas très drôles tous les jours. L'idée de refaire la même chose pendant encore sept ans, c'est éprouvant. Quand je pense aux malheureuses souveraines, en Angleterre, aux Pays-Bas ou au Danemark qui ont cela à vie, je ne les envie pas ».
Après l'Élysée, elle participe le 29 janvier 1983 aux obsèques du comédien Louis de Funès, qui était un soutien de son mari,. Elle est aussi présente, avec son époux, aux obsèques de Jacques Chirac, en septembre 2019.

### Parcours politique local
De 1983 à 1995, Anne-Aymone Giscard d'Estaing occupa la fonction de conseillère municipale de Chanonat, dans le Puy-de-Dôme, commune dont son beau-père, Edmond Giscard d'Estaing, fut le maire de 1932 à 1947, et où le couple Giscard d'Estaing possédait le château de la Varvasse, mis en vente durant l'été 2008.

### Fondation pour l'enfance

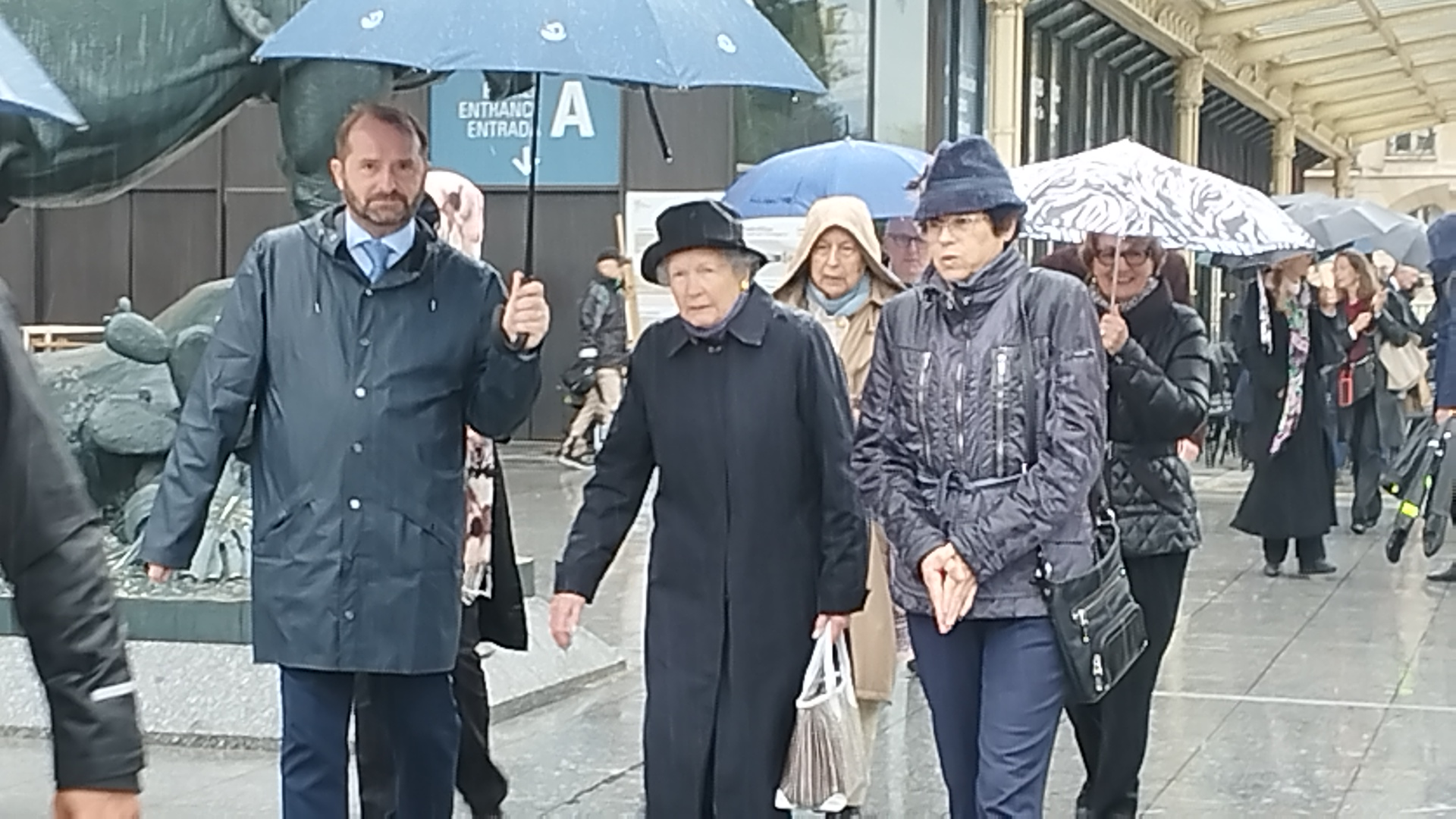
Anne-Aymone et Valérie-Anne Giscard d'Estaing sortant de l'hommage rendu à Valéry devant le musée d'Orsay, en mai 2023.

Anne-Aymone Giscard d'Estaing organise chaque année une prestigieuse soirée de bienfaisance au château de Versailles, au profit de la Fondation pour l'enfance, qu'elle a créée en 1977. Cette soirée a déjà été présidée par plusieurs membres de familles royales internationales comme la princesse de Galles Diana Spencer, la reine Rania de Jordanie, les reines Paola et Mathilde de Belgique, la reine Silvia et la princesse héritière Victoria de Suède ou encore par Bernadette Chirac, épouse du président Jacques Chirac. De nombreuses personnalités du monde de la politique, des arts, du journalisme, de la mode ou encore du gotha y sont chaque année invitées, les fonds récoltés étant destinés à la fondation.
Le siège de l'association est au 17, rue Castagnary dans le 15e arrondissement de Paris. Lors de sa création, ce sont les fonds récoltés par la vente du livre de son époux Démocratie française, qui ont permis le financement. Elle vient en aide aux enfants ne pouvant pas être hébergés dans de bonnes conditions et se charge de leur trouver une famille d'accueil.
En 2012, elle quitte la présidence de la fondation et en devient la présidente d’honneur.

## Décorations
- Chevalier de la Légion d'honneur, le 14 juillet 2003.
- Grand-croix de l'ordre de la Valeur (Cameroun), en février 1979[12].
- Grand-croix de l'ordre de l'opération Bokassa (République centrafricaine), le 4 janvier 1976[12].
- Grand-croix de l'ordre de Dannebrog (Danemark), le 12 octobre 1978[12].
- Membre de classe suprême de l'ordre des Vertus (Égypte), en janvier 1975[12].
- Grand-croix de l'ordre de la Rose blanche (Finlande), le 1er juin 1980[12].
- Grand-croix de l'ordre national du Mérite (Gabon), en août 1976[12].
- Grand-croix de l'ordre de Bienfaisance (Grèce), le 15 septembre 1975[12].
- Grand-croix de l'ordre national de la République de Guinée (Guinée), en 1978[12].
- Grand-croix de l'ordre de l'Aigle aztèque (Mexique), le 18 février 1979[12].
- Commandeur grand-croix de l'ordre royal de l'Étoile polaire (Suède), le 16 juin 1980[12].
- Membre de deuxième classe de l'ordre des Omeyyades (Syrie), le 14 mars 1976[12].
- Grande-étoile de l'ordre de l'Étoile de Yougoslavie (Yougoslavie), le 13 décembre 1976[12].
- Grand-croix de l'ordre du Mérite zaïrois (Zaïre), le 7 août 1975[12].